# سد کوگا
سد کوگا (به لاتین: Kouga Dam) یک سد قوسی در آفریقای جنوبی است که در Patensie, Kouga Local Municipality, Cacadu District Municipality, Eastern Cape Province واقع شده‌است.